# Ігор Жезус (футболіст, 2001)
Ігор Жезус (порт. Igor Jesus; нар. 25 лютого 2001, Куяба) — бразильський футболіст, нападник команди «Ноттінгем Форест» та збірної Бразилії.

## Клубна кар'єра
Ігор вихованець клубу «Куритиба». 23 січня 2019 року дебютував в основному складі вийшовши на заміну проти команди «Маринга». 30 січня 2019 Жезус відзначився голом у ворота «Атлетіку Паранаенсі». 8 березня 2019 нападник підписав новий контракт з клубом до кінця 2022 року. 20 травня 2019 відзначився забитим голом в матчі проти КРБ Масейо.
Восени 2020 року перейшов до клубу «Шабаб Аль-Аглі» підписавши контракт на чотири роки. Відіграв за команду з Дубаю 66 матчів в яких забив 34 голи.
30 січня 2024 року підписав попередній контракт із «Ботафогу» (Ріо-де-Жанейро), який вступав і дію з червня 2024 року. 4 серпня 2024 відзначився першим голом у виїзній перемозі 4–1 над «Атлетіку Гоянієнсі».
На клубному чемпіонаті світу 2025 року, Ігор двічі відзначився голами в матчах за «Ботафогу», забивши по одному м'ячу «Сіетлу Саундерз» та «Парі Сен-Жермен», гол французам виявився вирішальним та вивів команду до плей-оф.
5 липня 2025 року було оголошено, що Ігор Жезус підписав чотирирічний контракт з клубом англійської Прем'єр-ліги «Ноттінгем Форест». Сума угоди скалала £10 мільйонів євро.

## Виступи за збірні
У жовтні 2024 року Ігор Жезус отримав свій перший виклик до складу збірної Бразилії на матчі кваліфікаційного відбору до чемпіонату світу 2026 року проти збірних Чилі та Перу. 10 жовтня в переможній грі 2–1 проти Чилі відзначився забитим м'ячем.

### Статистика виступів за національну збірну
| Збірна   | Рік   | Матчі | Голи |
| -------- | ----- | ----- | ---- |
| Бразилія | 2024  | 4     | 1    |
| Разом    | Разом | 4     | 1    |

## Титули і досягнення
«Шабаб Аль-Аглі»
- Володар Кубка ліги ОАЕ: 2020–21
- Володар Кубка Президента ОАЕ: 2021
- Володар Суперкубка ОАЕ: 2020,[15] 2023

«Ботафогу»
- Чемпіон Бразилії: 2024
- Володар Кубка Лібертадорес: 2024